# Random Access Memories
Random Access Memories ist das vierte und finale Studioalbum des französischen Electronic-Duos Daft Punk. Es wurde am 17. Mai 2013 veröffentlicht und erreichte in den USA und den meisten Ländern Europas die Spitze der Charts. An der Produktion waren viele internationale Starmusiker beteiligt, darunter Panda Bear, Julian Casablancas, DJ Falcon, Chilly Gonzales, Giorgio Moroder, Nile Rodgers, Paul Williams und Pharrell Williams.
Das Album beinhaltet zahlreiche Reverenzen an die Sounds der 1970er und 1980er Jahre. Daneben ist mit dem Track Giorgio by Moroder eine Interview-Montage, in dem der Begründer der Synthesizer-Disco-Musik, Giorgio Moroder, sich über seine musikalischen Ursprünge äußert, auf dem Album enthalten.

## Produktion
Das Duo begann schon während der Produktion des Filmscores zu Tron: Legacy 2008 an neuem Material zu arbeiten, ohne jedoch ein Konzept oder Album vor Augen zu haben.
Die Aufnahmen fanden in fünf verschiedenen Studios statt, den Henson Recording Studios, Conway Recording Studios und Capitol Studios in Los Angeles, Electric Lady Studios in New York City und Gang Recording Studio in Paris. Vokal-Aufnahmen fanden hauptsächlich in Paris statt, während die Instrumental- beziehungsweise Percussion-Sitzungen in den USA vorgenommen wurden. Bei der Produktion verzichteten Daft Punk fast vollständig auf Samples und ließen entsprechend den Großteil der Instrumente live einspielen, eine Ausnahme bildet der Schluss-Track Contact. Es wurden viele begleitende Instrumente wie Holzblasinstrumente oder Streichorchester, aber auch Chor-Passagen aufgenommen, von denen später einige nicht auf dem endgültigen Album landeten. Sie verwendeten auch für Musik untypische Klangeffekte, wie zum Beispiel Wassertropfen oder klirrendes Besteck, bei deren Umsetzung und Aufnahme sie Unterstützung von Filmexperten von Warner Bros erhielten. Elektronische Elemente wurden auf ein Minimum reduziert, lediglich ein Modularer Synthesizer und ein Vocoder kamen noch zum Einsatz.
Der Song Giorgio by Moroder zusammen mit Giorgio Moroder ist ein von ihm gesprochener Monolog über sein Leben sowie ein „vocal booth“, der drei Mikrofone von den 1960ern bis heute beinhaltet. Der Tontechniker meinte, dass die einzelnen Mikros die jeweiligen Lebensabschnitte von Moroder darstellen sollten. Die Nachfrage, ob man den Unterschied denn hören könne, verneinte der Tontechniker, weshalb Moroder nachhakte, warum man es dann so mache, woraufhin er antwortete, dass Thomas [Bangalter] den Unterschied höre.
Über die Hintergründe, warum so viele Gastmusiker an der Albumentstehung beteiligt waren, sagte Bangalter, dass es auch darum ging, mit den Leuten Musik zu machen, die sie selbst bewunderten.

“The idea of working with musicians was way beyond making it sound better. It was an opportunity to create something on a very personal level with people that we admire the most.”

„Die Idee, mit Musikern zu arbeiten, ging weit darüber hinaus, es besser klingen zu lassen. Es war eine Gelegenheit, mit Menschen, die wir am meisten bewundern, auf einer sehr persönlichen Ebene etwas zu schaffen.“

Im Jahr 2023 wurde die erweiterte Jubiläumsversion Random Access Memories (10th Anniversary Edition) veröffentlicht. Darauf sind zusätzlich unveröffentlichte Demoaufnahmen, Outtakes und Work-in-Progress-Versionen enthalten. Außerdem wurde Horizon zusammen mit der Horizon Ouverture weltweit verfügbar gemacht. Im selben Jahr erschien eine Drumless Edition ohne Schlagzeug.

## Titelliste
| Nr.          | Titel                                                    | Länge |
| ------------ | -------------------------------------------------------- | ----- |
| 1.           | Give Life Back to Music                                  | 4:34  |
| 2.           | The Game of Love                                         | 5:22  |
| 3.           | Giorgio by Moroder                                       | 9:04  |
| 4.           | Within                                                   | 3:48  |
| 5.           | Instant Crush (featuring Julian Casablancas)             | 5:37  |
| 6.           | Lose Yourself to Dance (featuring Pharrell Williams)     | 5:53  |
| 7.           | Touch (featuring Paul Williams)                          | 8:19  |
| 8.           | Get Lucky (featuring Pharrell Williams and Nile Rodgers) | 6:09  |
| 9.           | Beyond                                                   | 4:50  |
| 10.          | Motherboard                                              | 5:41  |
| 11.          | Fragments of Time (featuring Todd Edwards)               | 4:39  |
| 12.          | Doin' It Right (featuring Panda Bear)                    | 4:11  |
| 13.          | Contact                                                  | 6:23  |
| Gesamtlänge: | Gesamtlänge:                                             | 74:28 |

| Nr.          | Titel        | Länge |
| ------------ | ------------ | ----- |
| 14.          | Horizon      | 4:25  |
| Gesamtlänge: | Gesamtlänge: | 78:50 |

## Rezeption

### Preise
Darüber hinaus wurde das Album bei den Grammy Awards 2014 mit mehreren Grammys ausgezeichnet. Es gewann in den Kategorien Best Dance/Electronica Album, Best Engineered Album, Non-Classical und auch in der Kategorie Album of the Year. Die Single Get Lucky, die gemeinsam mit Pharrell Williams aufgenommen wurde, wurde zudem mit dem Best Pop Duo/Group Performance und dem Record of the Year ausgezeichnet.

### Rezensionen
Das Album erhielt fast ausschließlich positive Kritiken. Mit einem aus 47 englischen Rezensionen errechneten Metascore von 87 Punkten ist es eines der höchstbewerteten Alben überhaupt und wohl das bestaufgenommene kommerziell erfolgreiche Album des Jahres 2013.

„Ganz schön gestrig – und dennoch ziemlich genial: Auf ihrem neuen Album plündern sich die Disco-Roboter von Daft Punk kreuz und quer durch die Pop-Geschichte, jeder Ton wirkt vertraut. Eben diese kunstvolle Verneigung vor der Vergangenheit macht ‚Random Access Memories‘ zum Meisterwerk. […] ‚Random Access Memories‘ ist über 70 Minuten lang, aber durchgehend unterhaltsam. Übervoll mit Anspielungen, bereichert durch Gäste, klingt es trotzdem immer nach Daft Punk. Ein als Meisterwerk inszeniertes Album hält seiner Inszenierung stand.“

Sassan Niasseri von der deutschen Ausgabe des Musikmagazins Rolling Stone lobt den Gesamtklang, die Features von Giorgio Moroder und Pharrell Williams und besonders den Song Touch. Kritisiert werden lediglich die Kollaborationen mit Julian Casablancas, Panda Bear und Chilly Gonzales.

„Die Erträge sind bei jedem einzelnen der 13 neuen Stücke überraschend; oft sehr gut, in einigen Fällen verblüffend unspektakulär. […] So variabel und erzählerisch zeigten sich Guy-Manuel de Homem-Christo und Thomas Bangalter zuletzt auf ihrem Zweitwerk ‚Discovery‘ von 2001. […] Viel schöner ist, dass die zwei Franzosen – und das geht in Richtung ihrer besten Platte, ‚Discovery‘ – wieder auf Expeditionskurs sind. Wenn auch in Richtung Vergangenheit. Sie tun zwar noch immer so, als bestünden sie nur aus Schaltkreisen, als kämen sie aus dem All und brächten uns fremde Klänge mit. Aber die besten dieser Klänge, und das geben Daft Punk mit dieser Platte zu, stammen ab: von den älteren lebenden Exemplaren der Gattung Homo Sapiens.“

Für das Wochenmagazin Stern in Person von Verena Schurr begründet die Platte Daft Punks Stellung als „Schwergewicht der Musikszene“.

„Das Ergebnis sind 13 Tracks mit groovigen, eingängigen aber teils vielleicht auch etwas langen Momenten. Ob Daft Punk mit ‚Random Access Memories‘ ein ähnlich großer Wurf gelingt wie 2001 mit ihrem millionenfach verkauftem Album ‚Discovery‘ wird man sehen.“

Die Redaktion der deutschen Internetseite Plattentests.de würdigt die Vereinigung von Prog, Disco, Funk, Soul und House, sowie die Huldigung der Altmeister. Positiv hervor hebt sie außerdem einen Großteil der Gastmusiker, im Speziellen die Beteiligung des Gitarristen Nile Rodgers.

„‚Wird die neue Daft Punk wieder stilprägend?‘, fragte man sich im Vorfeld oft angesichts der beispiellosen Pre-Album-Werbekampagne, die die Franzosen starteten. Die Antwort ist jein und gleichzeitig kackegal. ‚Random access memories‘ lebt vom analogen Klang, davon, dass die Drums gespielt und nicht programmiert werden, vom Soul im discoiden Funk, vom beseelten Atem der 70er. […] Acht Jahre haben Daft Punk daran gearbeitet, Venen wie Dränagen zu den Organen der Roboter zu legen. Jetzt pumpt das Herz auf Französisch. Der Schrittmacher sagt merci.“

Auch ein Großteil anderer deutscher Internetplattformen bewertet Random Access Memories als gelungen, so bezeichnet CD-Bewertungen.de das Album als „abenteuerliche Zeitreise durch die Geschichte der Musik“ und Mauricio Quinones von CDstarts.de meint, dass das Werk seinem Hype durchaus gerecht werde. Das E-Zine Laut.de ließ zwei ihrer Redakteure gegeneinander argumentieren und bewertete es dementsprechend mit drei von fünf Sternen vergleichsweise mäßig, listete es aber in ihrem Best of 2013 Ranking als achtbestes Album des Jahres.
Das Album war demnach auch in vielen Listen der „besten Alben des Jahres“ zu finden. So listete das Musikmagazin Rolling Stone die Platte als das drittbeste Album des Jahres, Spin auf Platz 19 ihrer Liste der 50 besten Alben, der New Musical Express auf Position 6, Pitchfork auf Platz 7 und die Musikredaktion des Complex Magazins als neuntbestes Album.

### Chartplatzierungen
Das Album stieg in einem Großteil der europäischen Länder auf Platz eins der Charts ein, darunter Großbritannien, die deutschsprachigen Länder, sowie ihr Heimatland Frankreich, wo es schon innerhalb einer Woche mit Platin ausgezeichnet wurde.
Daneben konnte sich Random Access Memories auch die Spitzenposition in Mexiko, Australien, Neuseeland, Kanada und den USA sichern. In Deutschland erhielt das Album im Juli die Goldene Schallplatte, in den Vereinigten Staaten wurde es über 600.000 Mal abgesetzt (Stand 3. Juli 2013).
| ChartsChartplatzierungen       | Höchstplatzierung | Wochen |
| ------------------------------ | ----------------- | ------ |
| Deutschland (GfK)              | 1 (39 Wo.)        | 39     |
| Frankreich (SNEP)              | 1 (169 Wo.)       | 169    |
| Österreich (Ö3)                | 1 (42 Wo.)        | 42     |
| Schweiz (IFPI)                 | 1 (85 Wo.)        | 85     |
| Vereinigte Staaten (Billboard) | 1 (54 Wo.)        | 54     |
| Vereinigtes Königreich (OCC)   | 1 (44 Wo.)        | 44     |

| ChartsJahrescharts (2013)      | Platzierung |
| ------------------------------ | ----------- |
| Deutschland (GfK)              | 22          |
| Frankreich (SNEP)              | 2           |
| Österreich (Ö3)                | 17          |
| Schweiz (IFPI)                 | 2           |
| Vereinigte Staaten (Billboard) | 19          |
| Vereinigtes Königreich (OCC)   | 16          |

| ChartsJahrescharts (2014)      | Platzierung |
| ------------------------------ | ----------- |
| Frankreich (SNEP)              | 12          |
| Schweiz (IFPI)                 | 46          |
| Vereinigte Staaten (Billboard) | 118         |

### Auszeichnungen für Musikverkäufe
Es wurden allein in der ersten Woche weltweit über eine Million Kopien des Albums verkauft, am Jahresende belegte es mit 3,2 Millionen abgesetzten Einheiten Platz 5 der erfolgreichsten Alben des Jahres.
Im deutschen iTunes Store war es 2013 das meistgekaufte Album des Jahres.
| Land/Region                  | Auszeichnungen für Musikverkäufe (Land/Region, Auszeichnung, Verkäufe) | Verkäufe  |
| ---------------------------- | ---------------------------------------------------------------------- | --------- |
| Australien (ARIA)            | 2× Platin                                                              | 140.000   |
| Belgien (BRMA)               | Platin                                                                 | 30.000    |
| Dänemark (IFPI)              | 2× Platin                                                              | 40.000    |
| Deutschland (BVMI)           | 3× Gold                                                                | 300.000   |
| Finnland (IFPI)              | Gold                                                                   | 17.178    |
| Frankreich (SNEP)            | 2× Diamant                                                             | 1.000.000 |
| Irland (IRMA)                | Platin                                                                 | 15.000    |
| Italien (FIMI)               | 3× Platin                                                              | 150.000   |
| Japan (RIAJ)                 | Gold                                                                   | 100.000   |
| Kanada (MC)                  | 3× Platin                                                              | 240.000   |
| Mexiko (AMPROFON)            | 9× Gold                                                                | 270.000   |
| Neuseeland (RMNZ)            | 3× Platin                                                              | 45.000    |
| Österreich (IFPI)            | 2× Platin                                                              | 30.000    |
| Polen (ZPAV)                 | 2× Platin                                                              | 20.000    |
| Portugal (AFP)               | Platin                                                                 | 15.000    |
| Schweden (IFPI)              | Platin                                                                 | 40.000    |
| Schweiz (IFPI)               | Platin                                                                 | 20.000    |
| Spanien (Promusicae)         | Gold                                                                   | 20.000    |
| Südkorea (KMCA)              | —                                                                      | 15.225    |
| Vereinigte Staaten (RIAA)    | 2× Platin                                                              | 2.000.000 |
| Vereinigtes Königreich (BPI) | 2× Platin                                                              | 600.000   |
| Insgesamt                    | 5× Gold · 30× Platin · 2× Diamant ·                                    | 5.107.403 |

Hauptartikel: Daft Punk/Auszeichnungen für Musikverkäufe